# Auchenisa alboporphyrea
Auchenisa alboporphyrea är en fjärilsart som beskrevs av Arnold Pagenstecher 1907. Auchenisa alboporphyrea ingår i släktet Auchenisa och familjen nattflyn. Inga underarter finns listade i Catalogue of Life.